# Europese godsdienstoorlogen

De Slag op de Witte Berg (1620) in Bohemen was een van de beslissende veldslagen tijdens de Dertigjarige Oorlog die uiteindelijk leidde tot de gedwongen rekatholisering van de Tsjechische bevolking.

De Europese godsdienstoorlogen waren een reeks godsdienstoorlogen die werden gevoerd in Europa in de 16e, 17e en vroege 18e eeuw. De oorlogen, die werden uitgevochten nadat de protestantse Reformatie in 1517 begon, verstoorden de religieuze en politieke orde in de katholieke staten van Europa. Religie was echter niet de enige oorzaak van de oorlogen, waarin ook opstanden, territoriale ambities en strijd tussen grootmachten plaatsvonden. Zo was bijvoorbeeld tegen het einde van de Dertigjarige Oorlog (1618–1648) het katholieke Frankrijk bondgenoot van de protestantse strijdkrachten tegen de katholieke Habsburgse monarchie. De meeste oorlogen werden beëindigd door de Vrede van Westfalen (1648).
De conflicten begonnen met de kleine Ridderoorlog (1522), gevolgd door de veel grotere Duitse Boerenoorlog (1524–1525) in het Heilige Roomse Rijk. De oorlogsvoering escaleerde nadat de Rooms-Katholieke Kerk in 1545 de Contrareformatie lanceerde om de verspreiding van het protestantisme in te dammen. De Reformatieoorlogen kwamen tot een hoogtepunt in de Dertigjarige Oorlog (1618–1648), die Duitsland verwoestte en een derde van haar bevolking het leven kostte. De Vrede van Westfalen (1648) beëindigde die oorlog door de erkenning van drie aparte christelijke tradities in het Heilige Roomse Rijk: katholicisme, lutheranisme en calvinisme. Hoewel vele Europese leiders tegen 1649 helemaal "ziek" waren geworden van al het bloedvergieten, werden er in de post-Westfaalse periode tot in de jaren 1710 nog steeds godsdienstoorlogen gevoerd, waaronder de Oorlogen van de Drie Koninkrijken (1639–1651) op de Britse Eilanden en in de westelijke Alpen de Savoyaardse Waldenzenoorlogen (1655–1690) en de Toggenburgeroorlog (1712). De collectieve herinnering van de oorlogen bleef nog lang bewaard.

## Definities en discussies
De Europese godsdienstoorlogen zijn ook bekend als de Reformatieoorlogen en de oorlogen van de Reformatie (en Contrareformatie). In 1517 duurde het slechts twee maanden voordat de 95 stellingen van Maarten Luther door heel Europa waren verspreid dankzij de boekdrukkunst; het vermogen van keizer Karel V en paus Leo X om de verspreiding tegen te gaan was overweldigd. In 1521 werd Luther geëxcommuniceerd, waarmee het schisma in de westerse christenheid tussen de rooms-katholieken en de lutheranen werd bestendigd en de deur werd geopend voor andere protestantse stromingen om de macht van het pausdom te trotseren.
Hoewel de meeste van de oorlogen werden beëindigd door de Vrede van Westfalen in 1648, bleven er religieuze conflicten in Europa die tot minstens de jaren 1710 nog werden uitgevochten. Deze omvatten onder meer de Savoyaardse Waldenzenoorlogen (1655–1690), de Negenjarige Oorlog (1688–1697, inclusief de Glorious Revolution en de Tweekoningenoorlog), en de Spaanse Successieoorlog (1701–1714). Of deze moeten worden geschaard onder de noemer 'Europese godsdienstoorlogen' is afhankelijk van hoe men een 'godsdienstoorlog' definieert en of deze als 'Europees' kunnen worden beschouwd (dat wil zeggen, internationaal in plaats van binnenlands).
De religieuze aard van de oorlogen is ook ter discussie gesteld en gecontrasteerd met andere factoren die er in het spel waren, zoals nationale, dynastieke (veel van de oorlogen konden bijvoorbeeld tegelijk worden beschouwd als een successieoorlog) en financiële belangen. Historici hebben erop gewezen dat sommige Europese oorlogen in deze periode niet veroorzaakt werden door conflicten over de Reformatie, zoals de Italiaanse Oorlogen (1494–1559, waarbij alleen katholieken betrokken waren) en de Driekronenoorlog (1563–1570, waaraan alleen lutheranen deelnamen). Anderen benadrukken het feit dat er inter-religieuze bondgenootschappen bestonden, zoals de lutherse hertog Maurits van Saksen die de katholieke keizer Karel V hielp in de eerste Schmalkaldische Oorlog in 1547 om zo te worden benoemd tot keurvorst van Saksen ten koste van zijn lutherse neef Johan Frederik, terwijl de katholieke koning Hendrik II van Frankrijk de lutherse zaak steunde in de Tweede Schmalkaldische Oorlog in 1552 om de Trois-Évêchés bij Frankrijk te kunnen annexeren. Volgens de Encyclopædia Britannica werden "[de] godsdienstoorlogen van deze periode primair gevoerd voor confessionele veiligheid en politiek gewin".

### Tijdlijn

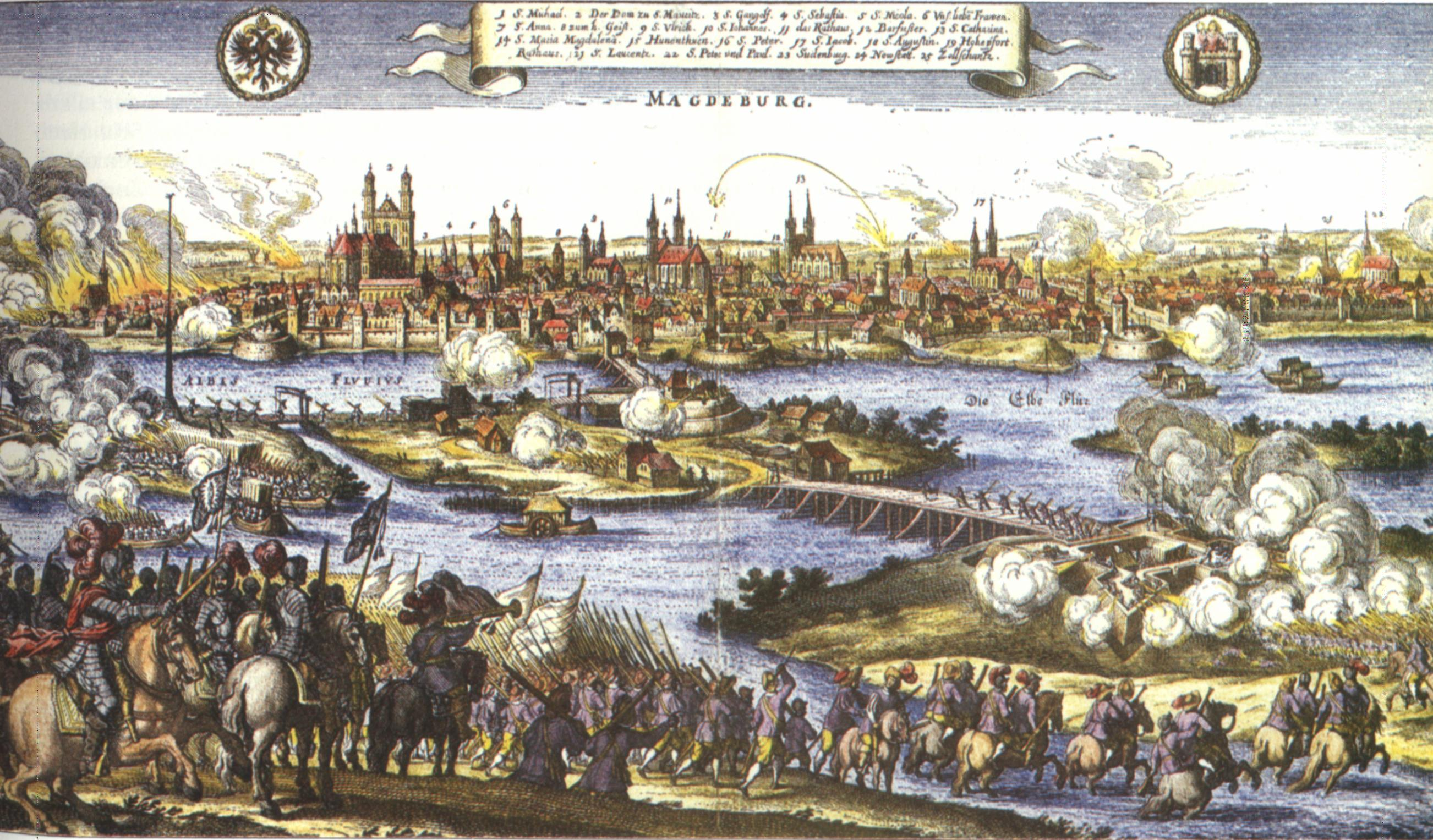
Het Verwoesting van Maagdenburg tijdens de Dertigjarige Oorlog.

## Overzicht

### Lijst van oorlogen
Individuele conflicten die men kan onderscheiden binnen de Reformatieoorlogen zijn:
- Pre-Reformatieoorlogen:
  - De Hussietenoorlogen (1419–1434) in de Landen van de Boheemse Kroon
- Conflicten die rechtstreeks voortvloeien uit de Reformatie van de jaren 1520 tot en met de jaren 1540:
  - De Ridderoorlog (1522–1523) in het Heilige Roomse Rijk[12]
  - De Duitse Boerenoorlog (1524–1526) in het Heilige Roomse Rijk[12]
  - De Kappeleroorlogen (1529–1531) in het Oude Eedgenootschap[13]
  - De Tudorse verovering van Ierland (1529–1603) op de katholieke bevolking van Ierland door de protestantse Tudorse koningen van Engeland en hun bondgenoten
    - De Kildare-opstand (1534–1535)
    - De Eerste Desmond-opstand (1569–1573)
    - De Tweede Desmond-opstand (1579–1583)
    - De Negenjarige Oorlog (1593–1603)

  - De Anabaptistische opstand in Munster (1534–1535) was een radicaal-protestantse beweging die preekte dat de eindtijd nabij was en een theocratisch regime vestigde in Münster; de opstand werd neergeslagen door de katholieke prins-bisschoppelijke troepen.
- De Gravenvete (1534–1536) in de Unie van Kalmar (Denemarken en Noorwegen) woedde tussen de afgezette katholieke koning Christiaan II en de verkozen lutherse koning Christiaan III
- Het Wederdopersoproer (1535) was een poging om de Münster opstand te verspreiden naar Amsterdam; na de bezetting van het stadhuis werd de opstand neergeslagen met enkele tientallen doden.[14]
- De katholieke Opstand van Francis Bigod (1537) keerde zich tegen de Engelse Reformatie.
  - The Rising of the North (1569), katholieke opstand in Noord-Engeland tegen de protestantse koningin Elizabeth I en ten gunste van haar nicht Mary Queen of Scots.
- De Schmalkaldische Oorlog (1546–1547) tussen lutherse Duitse vorsten en de katholieke keizer Karel V. Deze kreeg een vervolg met de Vorstenopstand of Tweede Schmalkaldische Oorlog (1552–1555).[12]
  - De Gebedsboekopstand (1549) in Engeland ging over het Book of Common Prayer
  - De Vorstenopstand of Tweede Schmalkaldische Oorlog (1552–1555).[13] In 1555 werd de Godsdienstvrede van Augsburg gesloten, waarbij een compromis werd gesloten: elke vorst in het Heilige Roomse Rijk mocht beslissen of zijn land katholiek of luthers zou worden volgens het principe cuius regio, eius religio.
- De negen Hugenotenoorlogen of Franse godsdienstoorlogen (1562–1598) in Frankrijk[1][13] met als tragisch dieptepunt de afslachting van duizenden hugenoten (Franse calvinisten) tijdens de Bartholomeusnacht (1572). In 1598 garandeerde het Edict van Nantes een zekere mate van tolerantie voor protestanten en kwam er een einde aan deze oorlogen. De Franse godsdienstoorlogen (Guerres de religion) waren de eerste conflicten die door tijdgenoten ook als zodanig werden bestempeld.[15]
- De Tachtigjarige Oorlog oftewel de Nederlandse Opstand (1568–1648)[1][13] begon nadat in 1566 de Beeldenstorm door de Habsburgse Nederlanden raasde.
- De Keulse Oorlog (1583–1588) in het keurvorstendom Keulen
- De Straatsburgse Bisschoppenoorlog (1592–1604) in het prinsbisdom Straatsburg tussen protestanten en katholieken.
- De Afzettingsoorlog tegen Sigismund (1598–1599) werd gevoerd tussen de streng-katholieke Zweeds-Poolse koning Sigismund en zijn lutherse oom Karel, de hertog van Södermanland en regent namens Sigismund in Zweden.
- De Gulik-Kleefse Successieoorlog (1609–1610, 1614), zowel een successieoorlog als een godsdienstoorlog, ging over of de verenigde hertogdommen Gulik-Kleef-Berg in katholieke of protestantse handen zouden vallen; ze werden uiteindelijk tussen beide partijen verdeeld.[16]
- De Dertigjarige Oorlog (1618–1648) was de grootste godsdienstoorlog, die parallel liep met de eindfase van de Tachtigjarige Oorlog en wiens uitbreken mede door toedoen van prins Maurits was veroorzaakt. Het Heilige Roomse Rijk (inclusief de Habsburgse monarchie en Bohemen en Moravië) raakte verscheurd tussen protestanten en katholieken en Frankrijk, Denemarken en Zweden intervenieerden. Het conflict breidde zich snel uit door de interventie van buitenlandse mogendheden die soms wel (in het geval van Denemarken en Zweden), soms niet (in het geval van Frankrijk) hun geloofsgenoten te hulp schoten. Met de Vrede van Westfalen (1648) kwamen beide oorlogen ten einde. De Dertigjarige Oorlog geldt als de bloedigste godsdienstoorlog in de Europese geschiedenis.[1][13]
  - De Boheemse Opstand (1618–1620) tussen de protestantse edelen van Bohemen en de katholieke Habsburgse koning. Hiermee begon de Dertigjarige Oorlog, waarmee reeds woedende conflicten vervlochten raakten en anderen werden veroorzaakt.
  - Hessenoorlog (1567–1648) tussen het lutherse landgraafschap Hessen-Darmstadt (lid van de Katholieke Liga) en het calvinistische landgraafschap Hessen-Kassel (lid van de Protestantse Unie)
  - Pools-Zweedse Oorlog (1600–1629)
  - Mantuaanse Successieoorlog (1628–1631)
  - Deens-Zweedse Oorlog (1643–1645)
- De Hugenotenopstanden (1620–1622, 1625 en 1627–1629) in Frankrijk vonden plaats tussen de Hugenotenoorlogen en de Franse deelname aan de Dertigjarige Oorlog: de hugenoten poogden in opstand te komen tegen het koninklijk gezag, dat samenwerkte met de katholieke Kerk en openlijk het Edict van Nantes schond. De opstanden eindigden in een totale overwinning voor de katholieken.[1]
- De Oorlogen van de Drie Koninkrijken (1639–1651) kunnen worden opgedeeld in vier kleinere doch verwante godsdienstoorlogen:[1]
  - De Bisschoppenoorlogen (1639–1640) gingen over of de Kerk van Schotland bestuurd moest worden door bisschoppen of niet, waarover koning Karel I van Engeland en de Schotten van mening verschilden.
  - De Engelse Burgeroorlog (1642–1651), kan als een godsdienstoorlog worden bestempeld, al speelde de machtsstrijd tussen de koning en het parlement ook een grote rol.
  - Schotland in de Oorlogen van de Drie Koninkrijken (1644–1651)
  - De Ierse Confederale Oorlogen (1641–1653), waaronder Cromwells verovering van Ierland (1649–1653)[2]
- De post-Westfaalse oorlogen:[2]

Hoewel de Vrede van Westfalen soms wordt bestempeld als het einde van de godsdienstoorlogen, kunnen verschillende oorlogen tot minstens de jaren 1710 nog steeds tot de Reformatieoorlogen worden gerekend. Dit worden de post-Westfaalse oorlogen genoemd. In bijvoorbeeld de Zwitserse geschiedenis worden twee conflicten weleens als zodanig omschreven, al waren deze onmiskenbaar godsdienstige oorlogen wel een stuk kleinschaliger en kortstondiger:
- De Savoyaardse Waldenzenoorlogen (1655–1690) begonnen in april 1655 met de Piëmontese Pasen (Pasque piemontesi), een kruistocht van de katholieke hertog Karel Emmanuel II van Savoye tegen de protestantse Waldenzen in zijn valleien, waarbij 6000 Waldenzen werden gedood. Jozua (Giosuè) Janavel voerde daarop een decennialange Waldenzische guerrillastrijd tegen de Savoyaardse hertogelijke troepen. Duizenden verloren het leven en veel Waldenzen vluchtten naar Zwitserland of Duitsland. De massamoorden leidden tot een grote schok en verontwaardiging in protestants Europa.[6][18]
- De Tweede Engels-Nederlandse Oorlog (1665–1667) tussen Engeland en de Republiek der Zeven Verenigde Nederlanden.[19]
- De Eerste Villmergeroorlog (1656), waarin de Zwitserse protestanten geleid door Bern werden verslagen.[20]
- De Negenjarige Oorlog (1688–1697)[2]
  - De Glorious Revolution (1688–1689)[2]
  - De Tweekoningenoorlog (1688–1691) in Ierland[2]
  - De Jacobitische opstand van 1689' in Schotland: rooms-katholieken en anglicaanse Tories steunden de afgezette katholieke koning Jacobus Stuart tegen de nieuw gekroonde calvinist Willem III van Oranje en zijn Presbyteriaanse Covenanter bondgenoten; de religieuze component mag echter als secundair worden beschouwd aan de dynastieke factor.[21]
- De Spaanse Successieoorlog (1701–1714) in heel Europa had een sterke religieuze component[2]
- De Oorlog in de Cevennen (1702–1710) in Frankrijk[19]
- De Toggenburgeroorlog of Tweede Villmergeroorlog (1712), die de Zwitserse katholieken verloren en de kantons Bern en Zürich sterker maakte.[20]

## Dodental
Deze getallen omvatten naast soldaten die in de strijd gesneuveld of anderszins omgekomen zijn ook omgekomen burgers vanwege ziekten, hongersnood etc. en mogelijke massamoorden en genocide.
| Laagste schatting | Hoogste schatting            | Gebeurtenis                       | Locatie                                | Duur                | Primaire opponenten* | Karakter |
| ----------------- | ---------------------------- | --------------------------------- | -------------------------------------- | ------------------- | --- | --- |
| 3.000.000         | 11.500.000                   | Dertigjarige Oorlog               | Heilige Roomse Rijk                    | 1618–1648 (30 jaar) | Protestanten (vooral lutheranen, calvinisten en hussieten) tegen katholieken                                              | begon als godsdienstoorlog, werd Frans-Habsburgs politiek conflict                                              |
| 2.000.000         | 4.000.000                    | Hugenotenoorlogen                 | Frankrijk                              | 1562–1598 (36 jaar) | Protestanten (vooral calvinisten) tegen katholieken                                                                       | begon als godsdienstoorlog en bleef dat hoofdzakelijk                                                           |
| 315.000           | 868.000 (616.000 in Ierland) | Oorlogen van de Drie Koninkrijken | Groot-Brittannië en Ierland            | 1639–1651 (12 jaar) | Protestanten (anglicanen, calvinisten, andere dissidenten), katholieken gegroepeerd in verschillende facties in de oorlog | burgeroorlog, verhouding tussen religie en staat, conflicten over godsdienstvrijheid, met een nationaal element |
| 600.000           | 700.000                      | Tachtigjarige Oorlog              | Nederlanden in het Heilige Roomse Rijk | 1568–1648 (80 jaar) | Protestanten (vooral calvinisten) tegen katholieken                                                                       | conflicten over religie (en belasting en privileges) ontwikkelden tot een onafhankelijkheidsoorlog              |
| 100.000           | 200.000                      | Duitse Boerenoorlog               | Heilige Roomse Rijk                    | 1524–1525 (1 jaar)  | Protestanten (vooral wederdopers) en katholieken tegen andere protestanten (vooral lutheranen) en katholieken             | mengsel van economische en religieuze redenen, oorlog tussen boeren en protestantse/katholieke landeigenaren    |

Bovengenoemde oorlogen waren de ernstigste in termen van aantallen doden; de overige Europese godsdienstoorlogen duurden maar enkele jaren, een jaar of korter, en/of ze waren veel minder gewelddadig. De Hugenotenopstanden waren na de Duitse Boerenoorlog mogelijkerwijs het meest bloedige conflict en zouden tot wel 100.000 levens kunnen hebben gekost.

## Religieuze situatie in Europa voor en na de oorlogen
Op het hoogtepunt van de Reformatie rond 1590 beheersten protestantse overheden en/of culturen ongeveer de helft van het Europese grondgebied; als gevolg van katholieke heroveringen was echter nog maar ongeveer een vijfde over in 1690. Deze kaarten tonen de veranderende religieuze situatie in Europa van halverwege de 16e eeuw tot eind 17e eeuw.
|                                                                     |                                   |                                                                           |
| Piek van de Reformatie en start van de Contrareformatie (1545–1620) | Bij de Vrede van Westfalen (1648) | Nadat het Edict van Fontainebleau (1685) Hugenoten uit Frankrijk verdreef |